# إدوارد جاي آدامز
إدوارد جاي آدامز (بالإنجليزية: Edward J. Adams) هو قاتل متسلسل أمريكي، ولد في 23 أبريل 1887 في هتشنسون في الولايات المتحدة، وتوفي في 22 نوفمبر 1921 في ويتشيتا في الولايات المتحدة بسبب إصابة بعيار ناري.